# Двигун Гессельмана

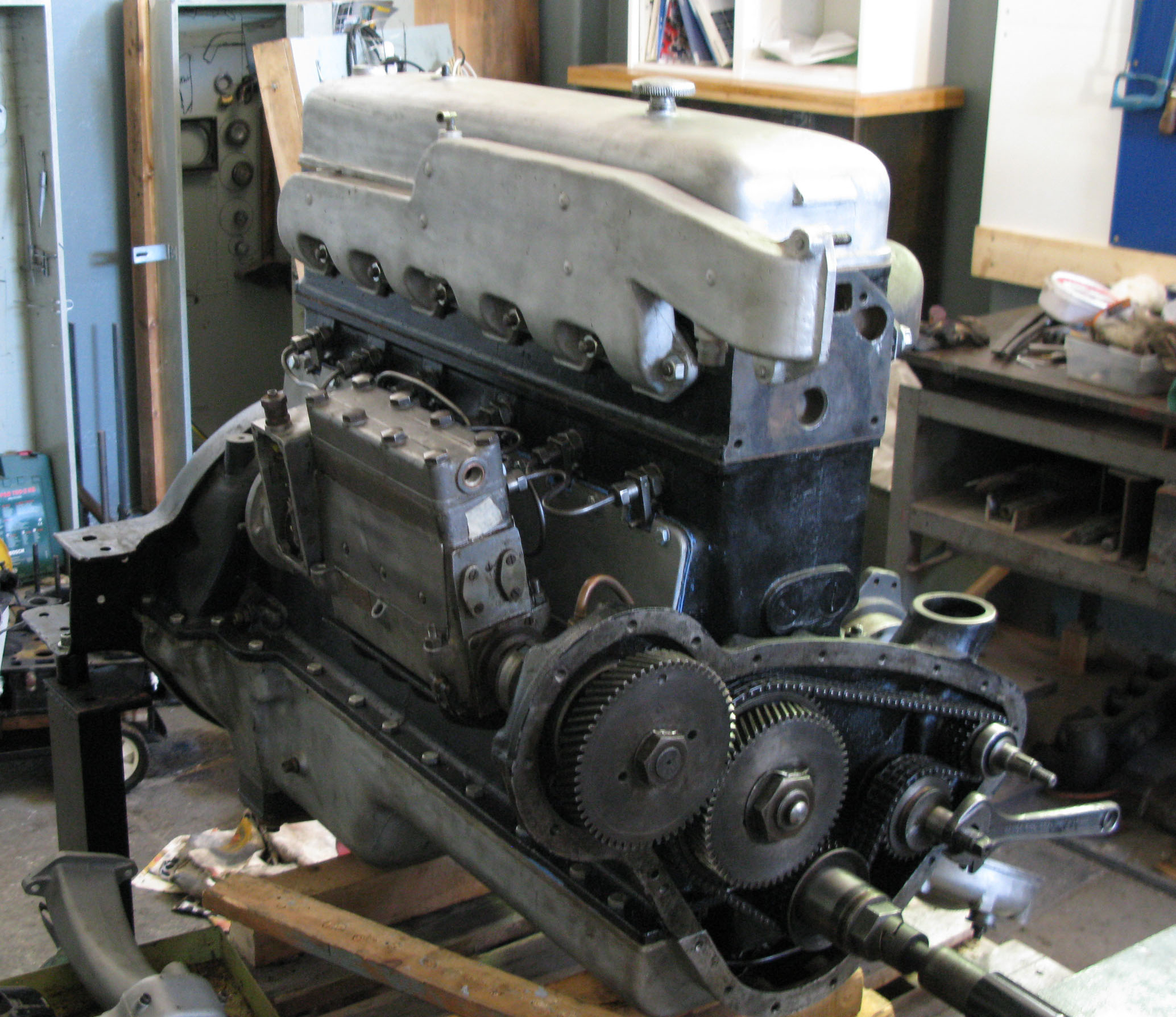
Шестициліндровий двигун Гессельмана. Збоку видно паливний насос високого тиску

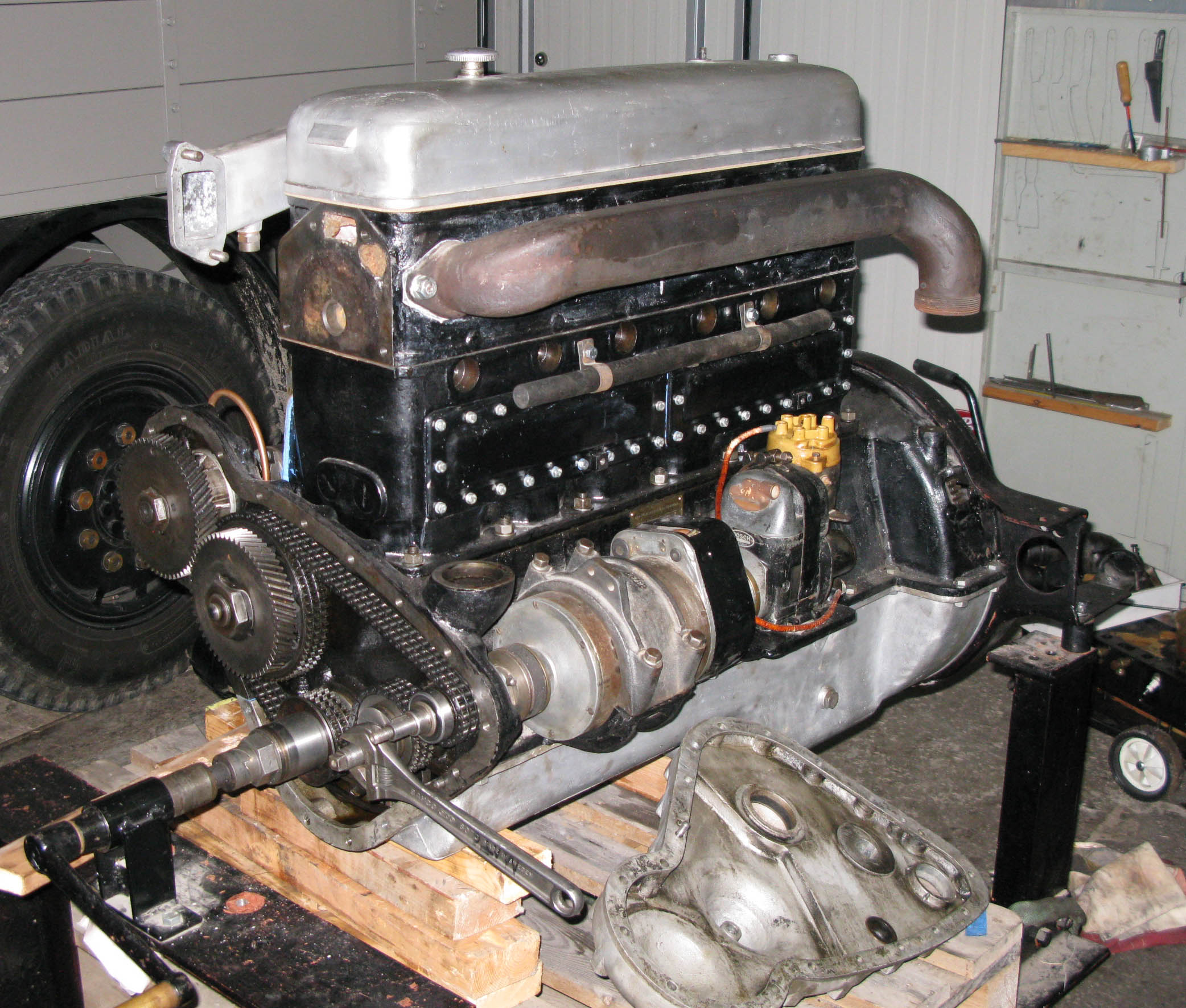
Двигун Гессельмана. На боковій стінці блока циліндрів видно отвори для свічок запалювання

Двигу́н Ге́ссельмана (англ. Hesselman engine) — поршневий двигун внутрішнього згоряння, що є гібридним варіантом реалізації бензинового і дизельного двигунів, запропонований шведським інженером Йонасом Гессельманом (англ. Jonas Hesselman) у 1925 році. У 1920-1940-х роках даний тип двигуна встановлювався на важких вантажівках й автобусах.

## Загальний опис
Двигун Гессельмана конструктивно являв собою двигун внутрішнього згоряння з електричним запалюванням, модифікованим таким чином, щоб він був здатний працювати на важких нафтопродуктах, як от мазут, гас чи дизельне паливо. У процесі роботи пальне впорскується в камеру згоряння з використанням паливного насоса високого тиску та впорскувальних сопел (форсунок). Через низький ступінь стиску (CR 6…7 : 1 при тиску 8…10 атм) самозаймання дизельного пального чи інших нафтопродуктів у циліндрах двигуна не відбувалось, тому, паливо-повітряна суміш запалювалась за допомогою свічки запалювання. Пальне впорскувалось у циліндр із значним випередженням (початок — за 50° до ВМТ, закінчення — за 15° до ВМТ) під порівняно невеликим тиском (45…70 атм). Таке випередження потрібна для кращого сумішеутворення та випаровування пального перед запалюванням. Аби часточки конденсату пального не потрапляли в картер двигуна поршень має увігнуте днище зі значним підняттям країв, що також сприяло його кращому прогріванню.
Двигуни Гессельмана зазвичай запускались на бензині з використанням звичного карбюратора, а після прогрівання до робочої температури перемикались на гас чи дизельне пальне. Це був перший двигун внутрішнього згоряння з електричним запалюванням і прямим впорскуванням пального у циліндри, що встановлено на автомобілі.

## Переваги і недоліки
Двигуни Гессельмана могли працювати на важкому рідкому паливі, яке було дешевшим від бензину, що зробило їх встановлення на автомобілі економічно вигіднішим. Сучасні дослідження показали, що в порівнянні з бензиновими двигунами двигуни Гессельмана споживали менше палива, розвиваючи при цьому однакову потужність.
Порівняно з іншими дизельними двигунами конструкція двигуна Гессельмана була меншою за розмірами, і відповідно, важила менше. В 1930-х роках металургія не була настільки розвинена, як зараз, тому дизельні двигуни, корпусні елементи яких виготовлялись з чавуну, були досить масивними, щоб витримувати дію високих температур і тиску при стисненні повітря і загорянні палива. Згодом завдяки подальшому розвитку металургії з'явилася можливість зробити дизельні двигуни легшими і компактнішими, через що двигун Гессельмана позбувся даної переваги.
Модель Гессельмана при всіх своїх перевагах мала, також, низку недоліків. Через низький ступінь стиску температура у камері згоряння була нижчою, ніж у дизельному двигуні, що приводило до неповного згоряння важкого палива. Це, у свою чергу веде до швидкого зношування свічок запалювання. Складною проблемою було забезпечення точного підтримання оптимального співвідношення пальне-повітря на різних режимах роботи. Це приводило до того, що двигуни Гессельмана при роботі на змінних режимах часто виділяли вихлопні гази у вигляді густого їдкого диму.

## Застосування
З кінця 1920-х років двигуни Гессельмана вироблялись на всіх трьох шведських заводах, що випускали вантажівки: Scania-Vabis, Tidaholms Bruk й Volvo. У 1936 році завод Scania-Vabis перейшов на досконаліші дизельні двигуни, а в 1947 році це ж зробила і компанія Volvo. Такі ж двигуни потужністю від 20 до 300 к.с. під загальною назвою «Waukesha-Hesselman oil engines» випускались американською компанією Waukesha motor company у період 1932–1951 років.